# Mathias Färm
Mathias Färm (Örebro, 9 september 1974) is de Zweedse gitarist van de punkband Millencolin. Hoewel hij oorspronkelijk drummer was, werd hij in 1993 vervangen door Fredrik Larzon, het nieuwe lid van de band. Färm is ook de frontman van een andere Zweedse punkband genaamd Frankly Lee.
Hij is tevens eigenaar van de Soundlab Studios.
Nikola Šarčević · Mathias Färm · Fredrik Larzon · Erik Ohlsson
Albums en ep's: Use Your Nose · Skauch · Same Old Tunes · Life on a Plate · For Monkeys · Hi-8 Adventures Soundtrack · The Melancholy Collection · Pennybridge Pioneers · No Cigar · Millencolin/Midtown Split · Home from Home · Kingwood · Machine 15 · The Melancholy Connection · True Brew · SOS
Video's en dvd's: Millencolin and the Hi-8 Adventures